# Verzekeringsfraude
Verzekeringsfraude of verzekeringsbedrog is het handelen met de opzet een verzekeraar te misleiden.
De fraudeur kan twee oogmerken hebben:
1. Bij het aanvragen van een verzekering. De fraudeur geeft een onjuiste voorstelling van de feiten. De fraudeur weet of vermoedt dat de verzekeraar, wanneer er een juiste voorstelling van de feiten wordt gegeven, de verzekering niet of niet onder dezelfde voorwaarden/premie zal accepteren.
2. Bij een schade. De fraudeur heeft het oogmerk de verzekeraar te misleiden, waardoor de verzekeraar een uitkering doet, die niet wordt verstrekt bij een juiste opgave van de feiten.

## Nederland
In mei 2007 heeft het Verbond van Verzekeraars de omvang van de fraude in Nederland onderzocht. Uit dit onderzoek blijkt dat 12% van de Nederlanders erkent dat zij frauderen met verzekeringen. Als gevolg van de oplichting verliezen verzekeraars jaarlijks 1 miljard euro.

### Gevolgen van de fraude
In Nederland melden alle verzekeraars de fraude aan het Verbond van Verzekeraars. Het Verbond van Verzekeraars stuurt de melding direct door aan het fraudemeldpunt van Justitie. Zo nodig stelt Justitie strafrechtelijke vervolging in. Het Openbaar Ministerie zal de fraudeur allereerst een schikkingsvoorstel aanbieden. De boetes kunnen oplopen tot € 3.000. Wanneer dit schikkingsvoorstel wordt geweigerd dan zal de fraudeur zich bij de rechter moeten verantwoorden.
Naast deze juridische gevolgen zijn er ook gevolgen voor de verzekeringsovereenkomst. Wanneer de verzekerde bij het aangaan van de verzekering heeft gefraudeerd dan mag de verzekeraar bij ontdekking de verzekering met onmiddellijke ingang opzeggen. Indien de verzekeraar de fraude pas bemerkt bij een schade dan is de verzekeraar geen uitkering verschuldigd.
Bij fraude bij een schade vervalt ieder recht op uitkering, tenzij de misleiding het vervallen recht op uitkering niet rechtvaardigt. Dit laatste zal echter slechts in bijzondere gevallen aannemelijk gemaakt kunnen worden. Na het constateren van de fraude is de verzekeraar gerechtigd de verzekering op te zeggen. Verzekeringsfraude wordt in een centraal register vastgelegd.

## Verenigd Koninkrijk
In mei 2007 heeft de Britse associatie van verzekeraars, ABI, onderzoek gedaan naar de omvang van de problematiek in het Verenigd Koninkrijk. Uit dit onderzoek is gebleken dat één op de tien Britten de verzekeraar oplichten. Frauduleuze claims kosten de Britse verzekeraars 2 miljard euro per jaar. ABI heeft berekend dat de Britten door de frauduleuze claims jaarlijks € 60 mln meer aan premie betalen dan nodig is.